# Guérite blindée

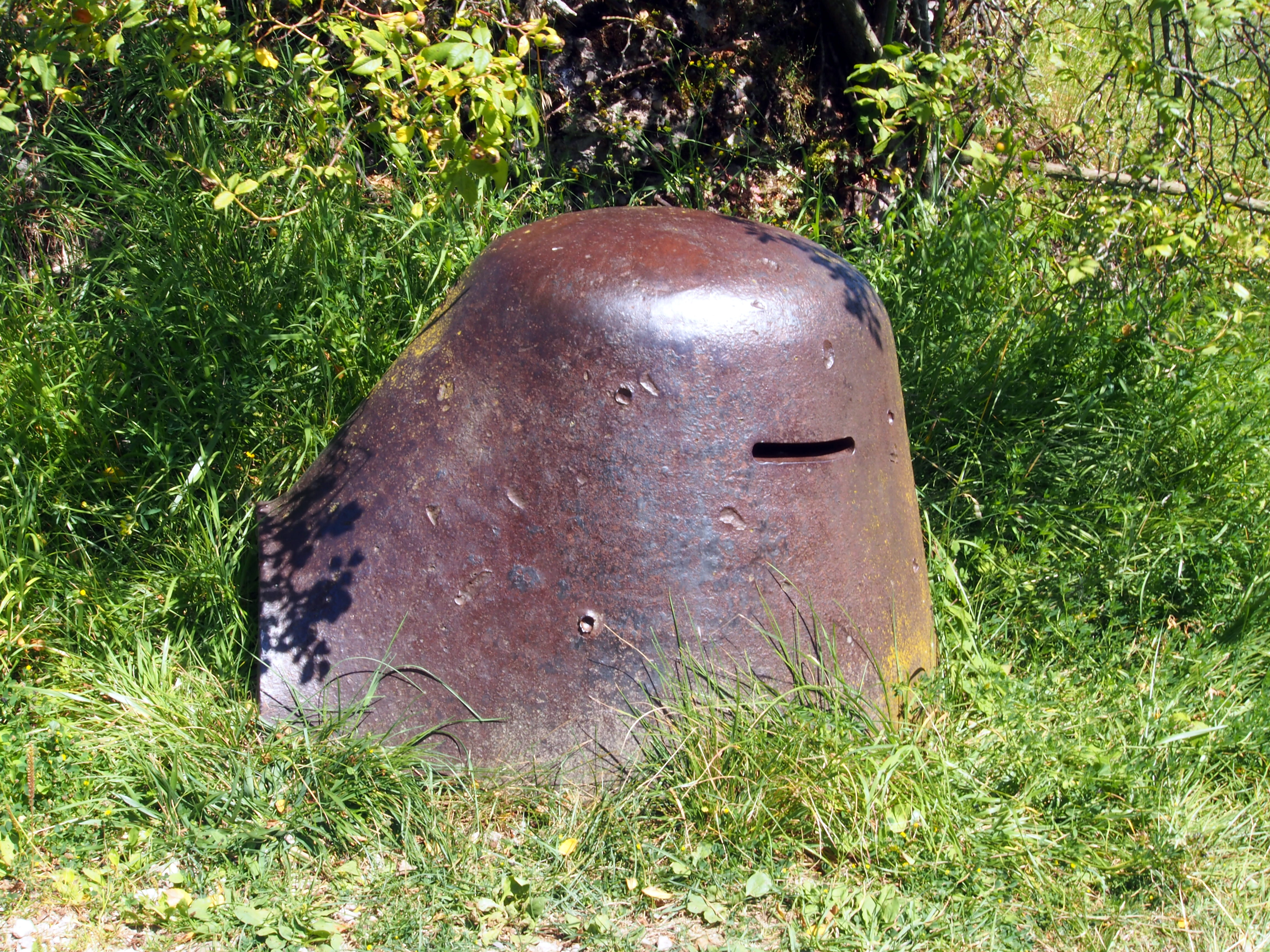
Guérite blindée aus gegossenem Stahl im Fort de Vaux

Als Guérite blindée wurde in der französischen Armee ursprünglich ein schwach gepanzerter Beobachtungs- oder Postenstand auf dem Wall eines Forts bezeichnet. Er sollte dazu dienen, den Beobachtungsposten (respektive den Wachposten) auf den Wällen des Forts einen gewissen Schutz vor gegnerischen Granatsplittern, Gewehr- oder Schrapnellkugeln zu bieten. Sie wurden erstmals in den Forts vom Typ Séré de Rivières der Barrière de fer eingebaut.
Später wurden allerdings im französischsprachigen Raum geschützte Postenstände gleich welcher Bauart allgemein als „Guérites blindées“ bezeichnet.

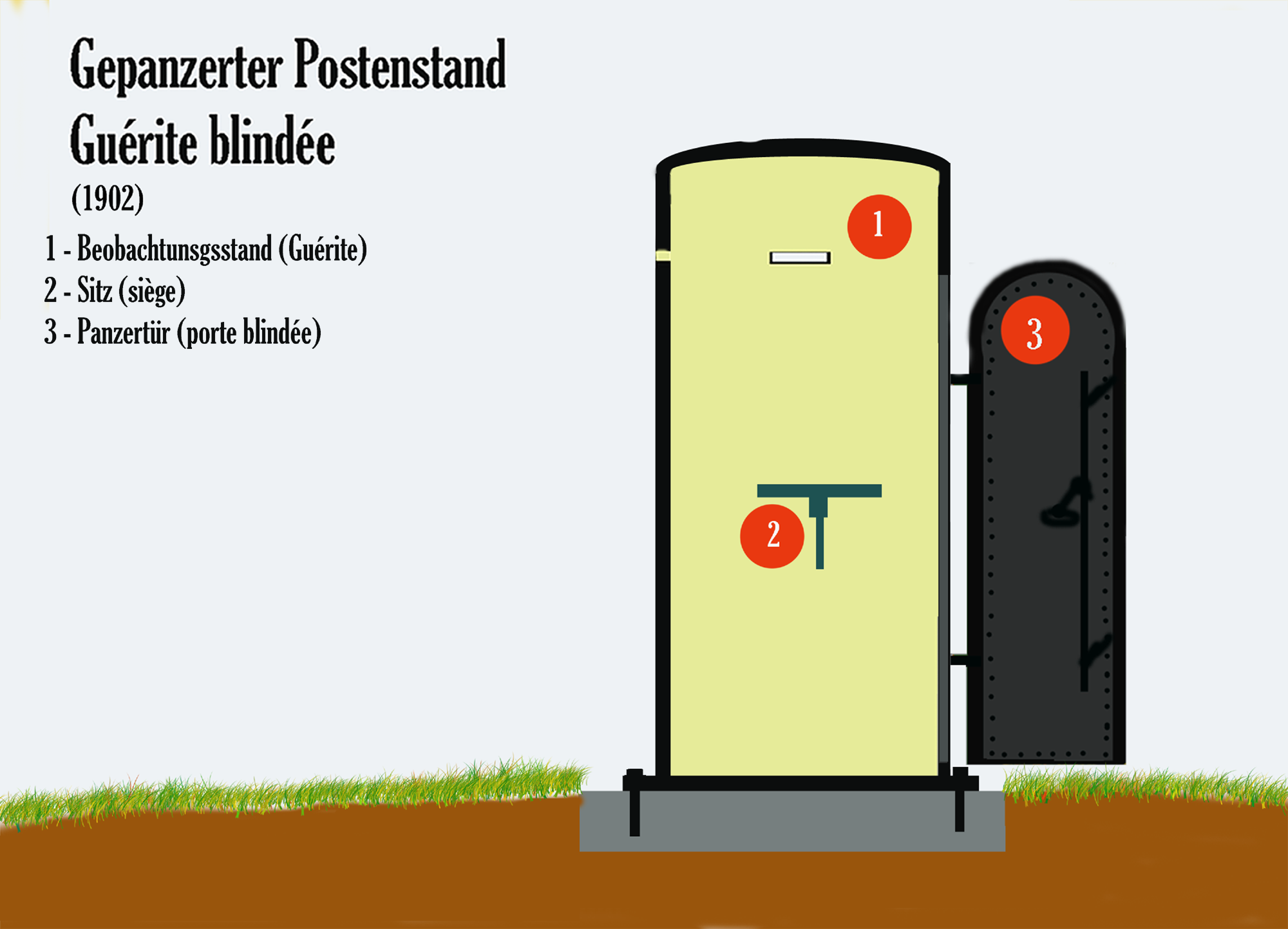
Modell 1902
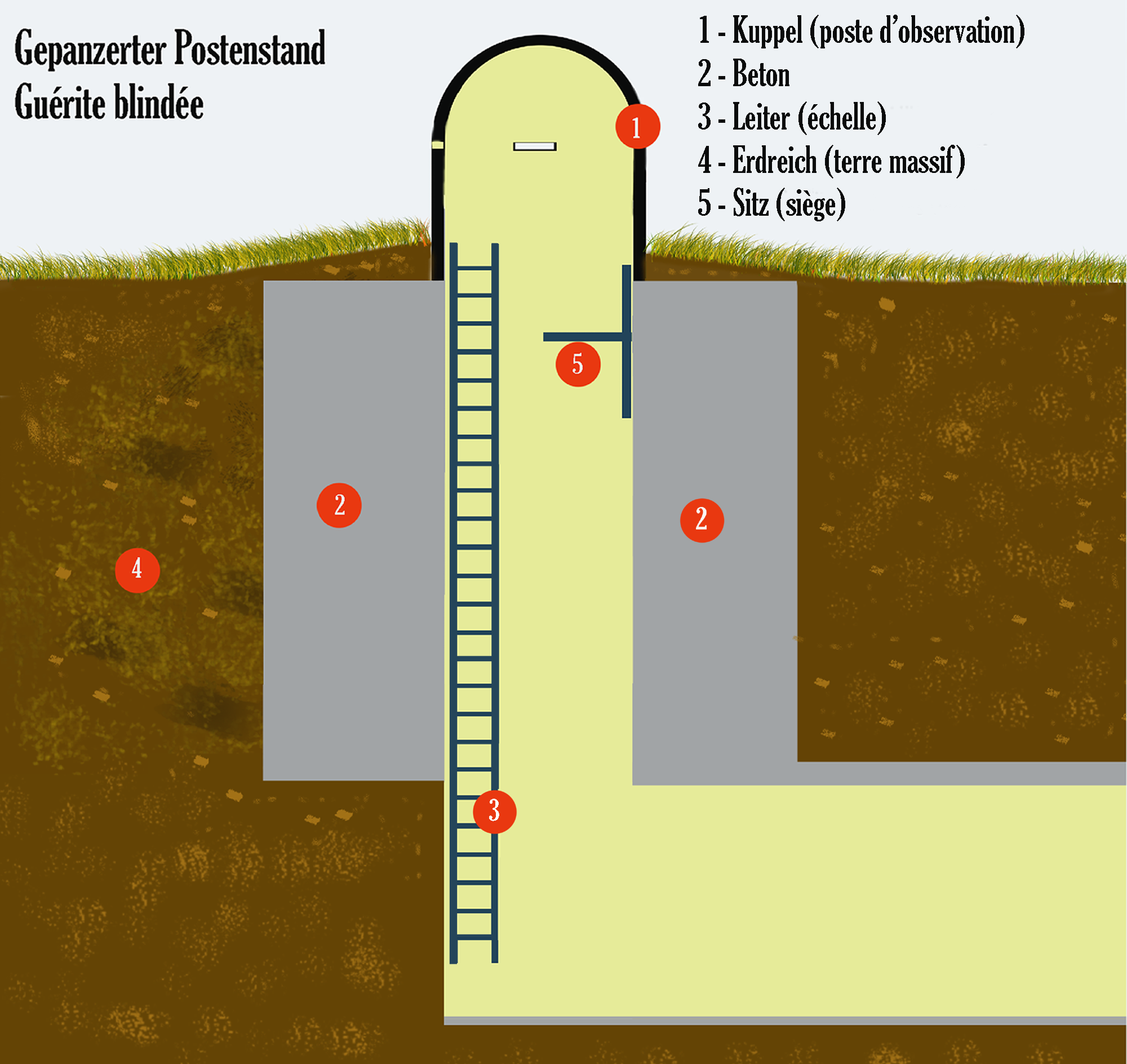
Modell 1905 mit internem Zugang
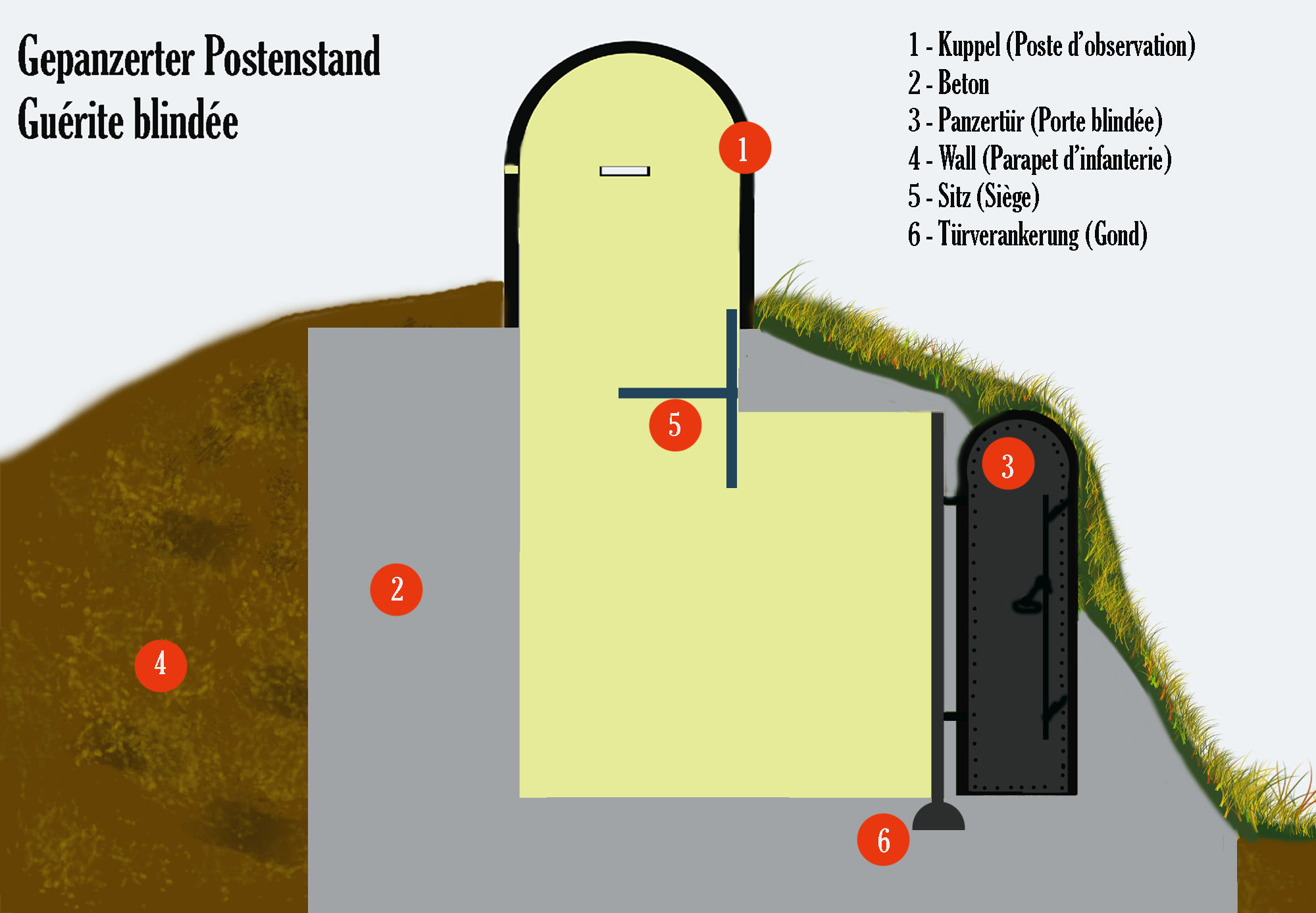
Modell 1905 mit externem Zugang

Es gab insgesamt zwei Modelle, von denen das zweite Modell in zwei Varianten gefertigt wurde.
- Modell 1 von 1902:

Hierbei handelte es sich lediglich um einen stählernen Zylinder, der frei ohne Deckung auf dem Wall aufgestellt wurde. Der Zugang erfolgte über eine Stahltür in der Rückseite, die Innenausstattung bestand lediglich aus einem abklappbaren Sitz. Von dieser Version wurden insgesamt nur drei Stück gefertigt, die alle im Fort du Saint-Michel (Toul) aufgestellt wurden.
- Modell 2 von 1907:

Variante 1: Diese wurde am 5. Juni 1905 vorgestellt und ab 1907 eingebaut. Es handelte sich um eine nicht ganz mannshohen Betonröhre mit einer Wandstärke von 80 Zentimetern, auf die eine Kuppel aus 2,5 cm starkem Stahlblech oder aus 3,5 cm starkem, gegossenem Stahl aufgesetzt war. Der Betonteil war bis zum Rand in Erdreich eingebettet, wobei auf der Rückseite ein Zugangsschacht zur Stahltür frei blieb. Im Inneren befand sich ein höhenverstellbarer Sitz. In der Regel war diese Variante in den Wall des Forts eingebaut, es gab allerdings auch separat stehende Exemplare (mit einem umlaufenden Erdwall).
Variante 2: Diese unterschied sich von der 1. Variante dadurch, dass der Zugang nicht von außen, sondern durch einen Gang und Schacht mit einer Leiter aus dem Inneren des Forts erfolgte. Dadurch wurde in diesem Fall dem Posten unter Umständen ein gefährlicher Weg im generischen Feuer erspart.
Alle Modelle verfügten über drei Sehschlitze, durch die ein Sichtbereich von 240° abgedeckt werden konnte.
Man sah den Guérite blindée als Alternative zum Observatoire cuirassé, der erheblich teurer und nur mit viel größerem Aufwand herzustellen war.
Im Jahre 1914 waren mehr als 130 dieser gepanzerten Postenstände in die Forts eingebaut.
Der Preis belief sich pro Stück auf 530 Goldfrancs.
Als die Deutschen im Jahre 1943 durch die Organisation Todt begannen, die Forts wegen der Schrottgewinnung auszuschlachten, wurden die meisten dieser Postenstände wegen der geringen zu erzielenden Menge Rohstoff verschmäht und sind aus diesem Grunde noch vor Ort vorhanden.